# Відтепер і надалі
«Відтепер і надалі» (швед. Efterskalv) — шведський драматичний фільм, знятий дебютантом Маґнусом фон Горном. Світова прем'єра стрічки відбулась 21 травня 2015 в секції «Двотижневик режисерів» Каннського кінофестивалю. Також фільм показали в головному конкурсі 45-го Київського міжнародного кінофестивалю «Молодість».

## У ролях
- Ульрік Мунтер — Джон
- Матс Бломґрен — Мартін
- Вєслав Комаса — дідусь
- Александер Нордґрен — Філіп
- Лоа Ек — Малін
- Еллен Єлінек — Біа
- Інґер Нільссон

## Визнання
| Нагороди та номінації фільму «Відтепер і надалі» | Нагороди та номінації фільму «Відтепер і надалі» | Нагороди та номінації фільму «Відтепер і надалі» | Нагороди та номінації фільму «Відтепер і надалі» | Нагороди та номінації фільму «Відтепер і надалі» | Нагороди та номінації фільму «Відтепер і надалі» |
| Рік                                              | Нагорода                                         | Категорія                                        | Номінант                                         | Результат                                        |                                                  |
| ------------------------------------------------ | ------------------------------------------------ | ------------------------------------------------ | ------------------------------------------------ | ------------------------------------------------ | ------------------------------------------------ |
| 2015                                             | Каннський кінофестиваль                          | «Золота камера» за найкращий дебютний фільм      | «Відтепер і надалі»                              | Номінація                                        |                                                  |
| 2015                                             | Лондонський міжнародний кінофестиваль            | «Сазерленд» за найкращий дебютний фільм          | «Відтепер і надалі»                              | Номінація                                        |                                                  |
| 2015                                             | Польський кінофестиваль                          | Найкращий режисер                                | Маґнус фон Горн                                  | Номінація                                        |                                                  |
| 2015                                             | Польський кінофестиваль                          | Найкращий сценарій                               | Маґнус фон Горн                                  | Номінація                                        |                                                  |
| 2015                                             | Київський міжнародний кінофестиваль «Молодість»  | «Скіфський олень» за найкращий фільм             | «Відтепер і надалі»                              | Номінація                                        |                                                  |